# 時效性網路
時效性網路（Time-Sensitive Networking）也稱為時間敏感網路，簡稱TSN，是IEEE 802.1工作小組中的Time-Sensitive Networking（TSN）工作小組發展的系列標準。TSN工作小組是在2012年11月由已有的音视频桥（Audio Video Bridging）工作小組更名，繼續其工作。工作小組的更名是反映其工作領域的擴展。此標準會定義以太网上時間敏感傳輸的機制。
此計劃主要是定義IEEE 802.1Q – 虚拟局域网的衍生內容。這些衍生內容特別強調傳輸的超低延遲以及高可用性。可能的應用包括使用在車用網路或工業控制上，結合實時影音串流以及實時控制串流的整合性網路。AVnu聯盟特別成立的工業小組也在正在定義TSN網路元件的相容性以及互操作性要求。

## 背景
標準的資訊科技網路設備中，沒有時間的概念，無法提供同步以及準備的計時。此架構下，可靠的傳送資料比在特定時間傳送資料重要，因此沒有有關延遲或是時間同步精準度的限制。即使平均的hop延遲非常少，但個別的延遲有可能非常的長。在傳輸層，網路擁塞可以靠著限制和重傳丟棄的資料包來控制，但沒有方法可以避免鏈結層的擁塞。若緩衝區太小或頻寬不夠，資料就可能會漏失，但緩衝區太大又會增加延遲時間，若需要有較低的決定性延遲，無法接受有這樣的情形。
IEEE 802.1中有定義不同的AVB/TSN標準文件，可以分為三個關鍵component分類，這些是以交換乙太網路為基礎，對於點對點連接需要有確定性服务质量（QoS）的完整實時通訊需要的三個component。每一個標準規格都可以用在自身身上，大部份都可以自給自足。不過只有這些component整合使用，TSN通訊系統才能發揮其完整的潛力。這三個基本的components是：
1. 時間同步：讓所有參與實時網路的設備有共同的時間基準。
2. 排程及流量控管（Scheduling and traffic shaping）：讓所有參與實時網路的設備在處理及轉發通訊封包上，有相同的處理規則。
3. 通訊路徑選擇、預留頻寬以及容錯：讓所有參與實時網路的設備在選擇通訊路徑、預留頻寬及時間及轉發通訊封包上，有相同的處理規則，可能會同時預留多個路徑以達到容錯的效果。